# یعقوب البلوشی
یعقوب البلوشی (انگلیسی: Yaqoub Al-Bloushi؛ زادهٔ ۱۰ ژوئیهٔ ۱۹۹۰) یک بازیکن فوتبال است.